# Tiểu phân tử
Trong lĩnh vực dược lý học và hóa sinh, một tiểu phân tử là một hợp chất hữu cơ có khối lượng phân tử nhỏ, do đó theo định nghĩa nó không phải là một polyme. Đặc biệt trong lĩnh vực dược lý học, khái niệm tiểu phân tử thường chỉ giới hạn các phân tử có tính gắn kết cao với các polyme sinh học như protein, axit nucleic, hay polysaccharide và thay thế cho hoạt động hay chức năng của các polyme sinh học đó. Giới hạn khối lượng phân tử tối đa của một tiểu phân tử vào khoảng 800 Dalton, cho phép chúng có thể khếch tán nhanh chóng qua màng tế bào, giúp chúng đi vào trong tế bào và phát huy tác dụng. Đây còn là điều kiện cần (nhưng chưa đủ) để một loại thuốc có hoạt tính sinh học khi dùng qua đường uống.
Tiểu phân tử có thể có nhiều chức năng sinh học, như đóng vai trò làm phân tử tín hiệu tế bào, làm công cụ trong sinh học phân tử, làm thuốc, làm thuốc trừ sâu trong nông nghiệp v.v. Tiểu phân tử có thể có nguồn gốc tự nhiên (như các chất chuyển hóa thứ phát) hay nhân tạo (như các thuốc kháng virus). Chúng có thể có ích trong việc chữa các loại bệnh (như thuốc) hay có hại (như các chất gây ung thư hay các chất gây quái thai).
Các polyme sinh học như protein, axit nucleic, hay polysaccharide (như tinh bột hay cellulose) thì không phải là các tiểu phân tử, mặc dù chúng lần lượt là cấu thành của các monome — amino acid, ribo- hoặc deoxyribonucleotide, và monosaccharide. Một số rất nhỏ các oligome cũng được xem là các tiểu phân tử, như các dinucleotide, các peptide như chất chống oxy hóa glutathione, và các disaccharide như sucrose.

## Thuốc
Phần lớn các thuốc đều là các tiểu phân tử, trừ một số loại thuốc là các protein như insulin. Nhiều loại protein bị phân giải khi được dùng qua đường uống và phần lớn thường không qua được màng tế bào. Các tiểu phân tử thì dễ được hấp thu hơn khi dùng qua đường uống, tuy nhiên cũng có một vài tiểu phân tử chỉ có thể được hấp thu khi được dùng ở dưới dạng tiền thuốc. Các tiểu phân tử thì có ưu thế hơn các đại phân tử sinh học do chúng có thể dùng được qua đường uống.
Nhiều loại thực phẩm bổ sung là các tiểu phân tử (trừ các chiết xuất thảo mộc, ví dụ như bạch quả).

## Chất chuyển hóa tiên phát và thứ phát
Đối với các loài sinh vật, để tạo nên các tiểu phân tử chúng cần một hoặc nhiều các enzym chuyên biệt, điều này ít phổ biến ở các động vật có xương sống, nhưng rất phổ biến ở các vi khuẩn sống dưới đất (như streptomyces) và các loại nấm, thường tiết ra các chất kháng sinh.
Các loài thực vật cũng có nhiều các loại chất chuyển hóa thứ phát, đóng vai trò trong tín hiệu tế bào, làm sắc tố hay để bảo vệ, trong đó nhiều chất đã được dùng để làm thuốc (thuốc chữa bệnh và thuốc giải trí) như:
- Alkaloid
- Glycoside
- Lipid
- Flavonoid
- Peptide không ribosome như actinomycin-D
- Phenazine
- Phenol
- Polyketide
- Terpene, bao gồm steroid
- Tetrapyrrole.

## Công cụ nghiên cứu
Các enzym và các thụ thể thường được hoạt hóa hay bị ức chế bởi protein nội sinh, nhưng cũng có thể bị ức chế bởi các chất ức chế tiểu phân tử nội sinh hay ngoại sinh, hoặc chất hoạt hóa mà có thể gắn được vào vùng hoạt động hoặc vùng dị lập thể. 
Một ví dụ như chất gây ung thư và gây quái thai phorbol 12-myristate 13-axetat vốn là một terpene thực vật kích hoạt protein kinase C gây ung thư, rất hữu ích khi làm công cụ nghiên cứu.
Người ta cũng quan tâm đến việc tạo ra các tiểu phân tử làm yếu tố phiên mã nhân tạo để điều hòa sự biểu hiện gene.